# 火星行動

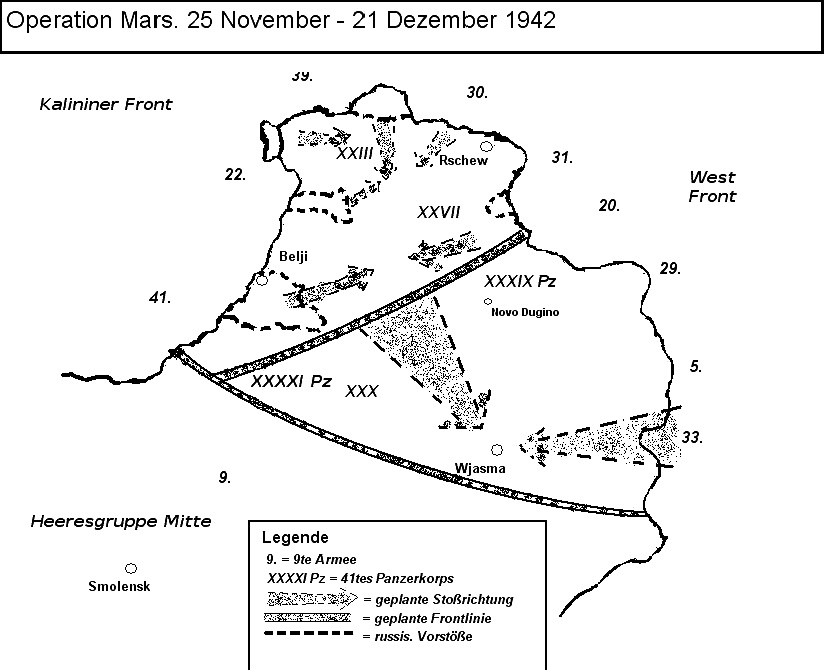
苏军的作战计划

火星行動（Operation Mars）為1942年11月25日至12月20日在熱澤夫突出部的苏军进攻作战的代號。苏军称为第2次尔热夫-瑟乔夫卡战役。属于從1942年1月至1943年3月熱澤夫-維亞茲馬戰略進攻作战的组成部分。戰役在熱澤夫、塞喬夫卡、維亞茲馬附近進行。因蘇軍巨大的傷亡，亦被稱做“熱澤夫絞肉機”。
蘇軍以西方面軍及加里寧方面軍執行該行動，由格奧爾吉·朱可夫指揮。西方世界在過去很長一段時間對該戰役並不知曉，因為被蘇聯官方給刻意忽略了。
下面是蘇軍在以下兩個攻勢行動的軍事力量比較： 
《火星行動》：開始時有668,000人及2,000輛坦克，另有415,000人及1,265輛坦克以支援木星行動（約有150,000人及數百輛坦克被用來支援不成功的火星行動）。
《天王星行動》（史達林格勒攻勢行動第一階段）：700,000人及1,400輛坦克,另有400,000人及1,200輛坦克支援木星行動（史達林格勒攻勢行動第2階段）。
火星行動並不是唯一一場被蘇聯官方忽略的戰役，蘇聯官方總是強調蘇軍獲勝的場合。而且朱可夫亦為蘇軍最重要的指揮官，為了維持他的名譽並安定人心，他的失敗往往被略而不提。
大衛·格蘭茨認為：「朱可夫未必是正確的，而且火星行動也未必只是佯攻。對蘇軍而言，這是一場雄心勃勃、規模巨大但執行過程笨拙，損失龐大的戰役」。

## 蘇軍準備
按照計劃，火星行動將在十月下旬展開；加里寧和西方面軍將把熱澤夫突出部的德第九軍團圍而殲之。基本的作戰計劃是從多個方向發動協同進攻， 摧毀突出部裡的第九軍團。同時，這次攻勢將拖住德軍兵力，避免它們向南轉移。
朱可夫與斯大林指示加里寧和西方方面軍“粉碎熱澤夫 - 賽喬夫卡 - 奧列尼諾 - 別雷的敵軍集團”；西方方面軍“不晚於12月15日攻下賽喬夫卡”。加里寧方面軍的39軍團與22軍團須於12月16日拿下奧列尼諾，20日拿下別雷。
火星行動在計劃之中的後續是將在兩三星期之後展開的木星行動。西方軍團的兩支勁旅——第5和第33軍團將在第3近衛坦克軍團的支援下沿著沿著莫斯科—維亞茲馬公路進攻，與完成火星行動的部隊匯合，圍殲斯摩棱斯克以東的所有德軍。一旦德軍在維亞茲馬周邊的抵抗瓦解，第9和第10坦克軍與第3坦克軍團將會突進德國中央集團軍的後方。

## 攻擊
攻擊在11月25日早上展開。蘇軍出師不利，事關大霧及下雪的天氣妨礙了蘇軍的空中支援；惡劣天氣下能見度低，也使蘇軍的密集炮火準備效果不彰：炮兵觀察員難以觀測目標，遑論引導炮火。蘇軍在北面的推進進展不大。在東面，蘇軍越過結凍的瓦魯納河艱苦推進。兩個西面的推進取得了較深的突破，特別是在重要據點別雷的周邊。然而，這樣的進展與蘇軍的期望始終相去甚遠。
德軍十分頑強地死守重要據點，這些據點通常位於這一地帶星星點點的小村落的中心。有時，德軍能在蘇軍先鋒越過他們後在據點裡堅持一段時間，在蘇軍的後方製造更多麻煩。儘管蘇軍不屈不饒地反复進攻，但是德軍利用事先規劃好的集中炮擊和輕武器火力給蘇聯步兵造成大量殺傷。德军依靠反坦克炮，己方為數不多的坦克，以及派步兵抵近攻击来摧毁蘇聯坦克。
這場攻勢一開始就成效就很少，蘇軍後來面對的問題則越來越多。突破深度淺造成橋頭堡面積小，使蘇軍難以調集後續梯隊以及重型火炮——這是拔除德軍據點的利器。德軍善於使用車輪戰術，他們針對蘇軍推進的方向轉移部隊，挫敗蘇軍的裝甲矛頭。由於預備隊有限，加上蘇軍別處的攻勢拖住了援軍，德國第九軍團承受著巨大的壓力。
最終，德軍的車輪戰術加上蘇軍人員消耗和物資供應緊張令他們占了上風。他們不僅守住了防線，還收復不少失地。德軍的反擊使得別雷（西面）及 瓦祖察（東面）地區有數千名蘇軍陷在德軍戰線後方。只有少數人成功突圍，有些人更在苦戰幾週後才能回到蘇軍戰線。蘇軍突圍時丟棄了所有車輛與重武器。然而，德軍不能驅逐突出部西北方盧切薩谷地裡的蘇軍。這意義不大，因為當地的蘇軍不能越過複雜地形繼續攻擊。

## 結局
德軍對卡拉寧方面軍發動側擊，在援軍趕到之前圍困一支蘇軍機械化軍三日之久。朱可夫說：西方面軍無法突破敵人的防線。
火星行動是一次軍事上的失敗。蘇軍未能完成任何目標。然而，火星行動之後馮·克魯格將軍建議放棄熱澤夫突出部，以圖節省兵員，移防至更易守難攻的陣地。希特勒拒絕了。他在41年冬禁止部隊大規模後撤，結果在敗局將定之際穩住了戰線，於是他越發不願採納手下將官的建議。此外，元首不願意放棄任何先前贏得的土地，更認為有必要為將來向莫斯科推進留下跳板。然而，到了1943年春元首意欲回到攻勢上，對從突出部抽調兵員變得不那麼抵觸。德軍在1943年3月開始分階段撤退。到該月23日，撤軍已經完成。
俄羅斯歷史學家伊薩耶夫說，結合1942年冬其他戰區所受的影響，火星行動對1943年的戰略局勢是有影響的。在1943年七月的庫爾斯克戰役的計劃中，德國第九軍團被派往奧廖爾突出部以南，以從北方向庫爾斯克突出部發動攻擊。然而，第九軍團在火星行動中的減員使它嚴重缺編，步兵尤其不足，令它無力完成作戰任務。

## 傷亡
- 蘇軍：死亡、失蹤共約100,000人、受傷約約235,000人[2]、損失超過1,600輛坦克。
- 德軍：死亡、失蹤、受傷共約40,000人。

## 附錄
1. ↑  .   [2022-02-03]. （原始内容存档于2011-08-08）.
2. ↑  David Glantz: Zhukov's greatest defeat page 308

## 外部連結
- Counterpoint To Stalingrad: Operation Mars （页面存档备份，存于）
- Operation "Mars" - The Second Offensive in Rzhev Vicinities. November-December 1942